# Molí Roquer
El Molí Roquer és una obra de Sant Hilari Sacalm (Selva) inclosa a l'Inventari del Patrimoni Arquitectònic de Catalunya.

## Descripció
Edifici aïllat, situat als afores del nucli urbà de Sant Hilari Sacalm, on s'hi arriba agafant el trencall que hi ha a la dreta de la carretera Sant Hilari-Vic, passat el Mas Collell, que mena fins a Vallclara. Just al costat del trencall, hi ha un viver. Darrere aquest viver, hi ha un caminet que porta fins al molí.
El molí, de planta baixa i tres pisos, està cobert per una teulada a una vessant, desaiguada a la façana lateral dreta.
A la façana principal, trobem la porta d'entrada amb llinda monolítica (que conté la inscripció 1773) i brancals de carreus de pedra. Sobre la llinda s'aprecia un arc de descàrrega. Al primer i segon pis, hi ha dues finestres quadrangulars.
En aquesta façana hi ha adossat, a l'altura del primer pis, un cos de planta baixa i pis, amb la teulada a una vessant desaiguada al lateral. A la façana lateral del cos adossat, hi ha una finestra amb brancals de carreus a la planta baixa, i dues finestres amb llinda monolítica, brancals de carreus de pedra i ampit també de pedra al pis. A la façana principal, hi ha un portal amb llinda monolítica i brancals de carreus de pedra i una petita finestra al costat esquerre, a la planta baixa, i una finestra al pis també amb llinda, brancals i ampit de pedra.
Per sobre la teulada del cos adossat, hi ha dues finestres, una que correspon a la segona planta de l'habitatge, i una altra a la tercera, a la que s'hi accedeix des de la part posterior del molí.
A la part posterior del molí hi ha la bassa que feia funcionar tota la maquinària del molí.

## Història
La data 1773 inscrita en una de les llindes pot indicar l'any de construcció. El molí era encara habitat el 1940. No se sap amb certesa quan quedà desocupat però al 1972 ja no hi vivia ningú.
Recentment ha estat restaurat.